# Lagoa da Rosada
Der Lagoa da Rosada ist ein Kratersee im Hochland der Azoreninsel Pico. Er liegt – umgeben von den Bergen Lomba do Cácere (973 m), Chã do Pelado (975 m) und Cabeço do Caveiro (977 m) – auf 909 m Höhe inmitten von Weideland. Der eutrophe See ist bis zu sieben Metern tief. Einen Kilometer weiter östlich befinden sich weitere Seen, von denen der Lagoa do Peixinho der größte ist.